# Sven Thorell
Sven Gustav Thorell (Estocolmo, 18 de fevereiro de 1888 — 29 de abril de 1974) foi um velejador sueco, campeão olímpico. Ele competiu nos Jogos Olímpicos de Verão de 1928 na classe Dinghy 12 pés e conquistou a medalha de ouro, tendo vencido quatro das oito regatas disputadas.
Em 1933–34, Thorell foi presidente da Federação Sueca de Canoagem. Ele também foi designer de canoas, projetando caiaques e canoas à vela. Em 1970, Thorell doou um troféu de desafio de longa distância, que ainda é concedido.